# Reinhold Eliasson
Elias Reinhold Eliasson i riksdagen kallad Eliasson i Markaryd, född 29 januari 1872 i Höreda, död 30 augusti 1921 i Markaryd, var en svensk trävaruhandlare och politiker (liberal). Bror till riksdagsmannen Gustaf Eliasson.
Reinhold Eriksson, som kom från en bondefamilj, hade kommunala uppdrag i Markaryd och var även fullmäktigeledamot i Kronobergs läns landsting. Han var riksdagsledamot i andra kammaren för Kronobergs läns västra valkrets 1912–1914 (höstsessionen) samt från lagtima riksdagen 1918 till sin död 1921. Som kandidat för Frisinnade landsföreningen tillhörde han dess riksdagsparti Liberala samlingspartiet. I riksdagen var han bland annat suppleant i konstitutionsutskottet 1919–1921. Han engagerade sig bland annat för en förändrad kommunallagstiftning.